# Épisode pluvial du Carnien
| Système                                            | Série     | Étage         | Age (Ma)    |
| -------------------------------------------------- | --------- | ------------- | ----------- |
| Jurassique                                         | Inférieur | Hettangien    | plus récent |
| Trias                                              | Supérieur | Rhétien       | 201.3–208.5 |
| Trias                                              | Supérieur | Norien        | 208.5–~228  |
| Trias                                              | Supérieur | Carnien       | ~228–~235   |
| Trias                                              | Moyen     | Ladinien      | ~235–~242   |
| Trias                                              | Moyen     | Anisien       | ~242–247.2  |
| Trias                                              | Inférieur | Olénékien     | 247.2–251.2 |
| Trias                                              | Inférieur | Indusien      | 251.2–252.2 |
| Permien                                            | Lopingien | Changhsingien | plus ancien |
| Subdivision du Trias selon l'IUGS, (Juillet 2012). |           |               |             |

L'épisode pluvial du Carnien (en anglais : Carnian Pluvial Event, CPE) est une phase de changement climatique mondial marquée par des précipitations accrues durant le Carnien (Trias supérieur) il y a 232 millions d'années. Cet épisode d'une durée d'un million d'années, encore mal connu, aurait provoqué une extinction massive de certaines espèces, et une diversification importante d'autres espèces ; l'expansion des dinosaures, notamment, serait corrélée à cet épisode climatique.
Dans les années 1990 la question se posait de savoir si les précipitations étaient généralisées ou s'il s'agissait d'effets plus locaux ; les scientifiques considèrent dès les années 2010 que l'étendue géographique affectée par l'épisode pluvial est plus vaste qu'il n'était admis auparavant,.  Des enregistrements géologiques du monde entier indiquent des changements environnementaux rapides pendant cet épisode, contemporains d'une perturbation du cycle du carbone, et probablement liés au volcanisme de la grande province magmatique de Wrangellia.

## Appellations
"Épisode pluvial du Carnien" est l'expression utilisée par Simms et Ruffell (1989, 1990) ; le même événement est appelé "épisode humide du Carnien" par Ruffell et ses collègues en 2015. L'événement pluvial du Carnien est également connu sous le nom de "Reingrabener Wende"  ou "événement Raibl".

## Climat pendant l'épisode pluvial du Carnien
Le climat aride du Trias supérieur a été interrompu par les conditions nettement plus humides de l'épisode pluvial du Carnien. Les preuves de l'augmentation des précipitations pendant le CPE sont :
1. le développement de paléosols typiques du climat tropical humide (histosols, riches en matières organiques ; sols spodiques ayant accumulé par illuviation des éléments organiques et minéraux ) ;
2. des assemblages palynologiques hygrophytiques qui reflètent une végétation plus adaptée au climat humide;
3. un apport de sédiments siliciclastiques dans les bassins en raison de l'augmentation des intempéries continentales et du ruissellement ;
4. la présence généralisée d'ambre. Cependant, le climat humide était périodiquement interrompu par des périodes d'aridité[7].

Les études de paléontologie moléculaire montrent que l'épisode pluvial du Carnien est marqué par une diminution  de ≈4 ‰ des isotopes stables au carbone ( δ13C) des molécules fossiles (n- alcanes ) des plantes supérieures et du  carbone organique total ; il est marqué aussi par une baisse de ≈1,5 ‰ des isotopes stables à l'oxygène (δ18O) de l'apatite de conodontes, diminution qui suggère un réchauffement climatique,,. Des changements majeurs dans les organismes responsables de la production de carbonate de calcium se sont produits au cours de l'épisode pluvial du Carnien,,. Un arrêt de la sédimentation carbonatée est observé dans les milieux en eau profonde du sud de l'Italie, probablement dû à l'augmentation de la profondeur de compensation des carbonates (CCD) . Des taux d'extinction élevés se sont produits chez les ammonoïdes, les conodontes, les bryozoaires et les crinoïdes.

## Renouvellement biologique
Plusieurs périodes de perturbation du climat et de réchauffement en un million d'années ont conduit à des extinctions répétées. L'extinction de masse lors de l'épisode pluvial du Carnien a ouvert la voie à une faune de vertébrés modernes, dont les tortues, les lézards, les crocodiles, et les mammifères, tous originaires du Trias et qui sont devenus écologiquement dominants.
L'explosion évolutive liée à l'épisode pluvial du Carnien la plus étudiée est celle des dinosaures ; nés beaucoup plus tôt, au début du Trias il y a environ 245 millions d'années, ils étaient rares jusqu'à cet événement climatique, survenu 13 millions d'années plus tard.
Une étude publiée en 2018 dans Nature Communication montre en effet que le moment de l'"explosion des dinosaures" (leur radiation évolutive) correspond à la fin de l'épisode pluvial du Carnien. De plus, l'augmentation spectaculaire du nombre d'empreintes de dinosaures conservées dans les séquences de roches bien datées dans les Dolomites, dans le nord de l'Italie, et l'augmentation du nombre de squelettes de dinosaures dans les successions de roches en Argentine et au Brésil, également datées, sont concomitantes. Les explications traditionnelles de la diversification et de l'expansion rapide des dinosaures faisaient intervenir le facteur de la compétition (le succès des dinosaures était attribué à leur posture droite et à leurs compétences prédatrices) et celui d'un changement floral majeur (les herbivores dominants avant les dinosaures avaient connu une extinction de masse).Depuis 1990, une meilleure connaissance de l'épisode pluvial du Carnien a recentré l'attention sur cet événement comme déclencheur possible qui a permis aux dinosaures de dominer le territoire.

## Les causes

### Éruptions basaltiques de Wrangellia
L'épisode pluvial du Carnien qui avait fait l'objet de débats dès les années 1990 a suscité un regain d'intérêt dès 2012 lorsque Dal Corso et ses collègues ont fourni des preuves géochimiques et stratigraphiques d'un lien entre cet événement et les effusions de basaltes de Wrangellia dans l'ouest de l'Amérique du Nord (dans le Canada actuel). Ces éruptions ont provoqué des périodes de réchauffement climatique, des pluies acides et des extinctions de masse sur terre et dans les océans.

### Soulèvement lié à l'orogenèse cimmérienne
Selon une hypothèse proposée en 2007, l'événement pluvial du Carnien était une perturbation climatique régionale principalement visible dans l'ouest de la Téthys et liée au soulèvement d'une nouvelle chaîne de montagnes, due à l'orogenèse cimmérienne, résultant de la fermeture d'une branche nord de la Téthys, à l'est du continent européen actuel. La nouvelle chaîne de montagnes, formée sur le côté sud de Laurasia, agissait alors comme le font l'Himalaya et l'Asie aujourd'hui pour l'océan Indien, en maintenant un fort gradient de pression entre l'océan et le continent, et générant ainsi une mousson. Les vents de mousson d'été ont ainsi été interceptés par la chaîne de montagnes cimmérienne et ont engendré de fortes pluies, expliquant ainsi le passage au climat humide reconnu dans les sédiments de Téthys occidentaux,.